# Куневальде
Куневальде (нім. Cunewalde; в.-луж. Kumwałd) — громада в Німеччині, розташована в землі Саксонія. Входить до складу району Бауцен.
Площа — 26,62 км2. Населення становить 4587 ос. (станом на 31 грудня 2020).
Комуна підрозділяється на 10 сільських округів. 

## Галерея

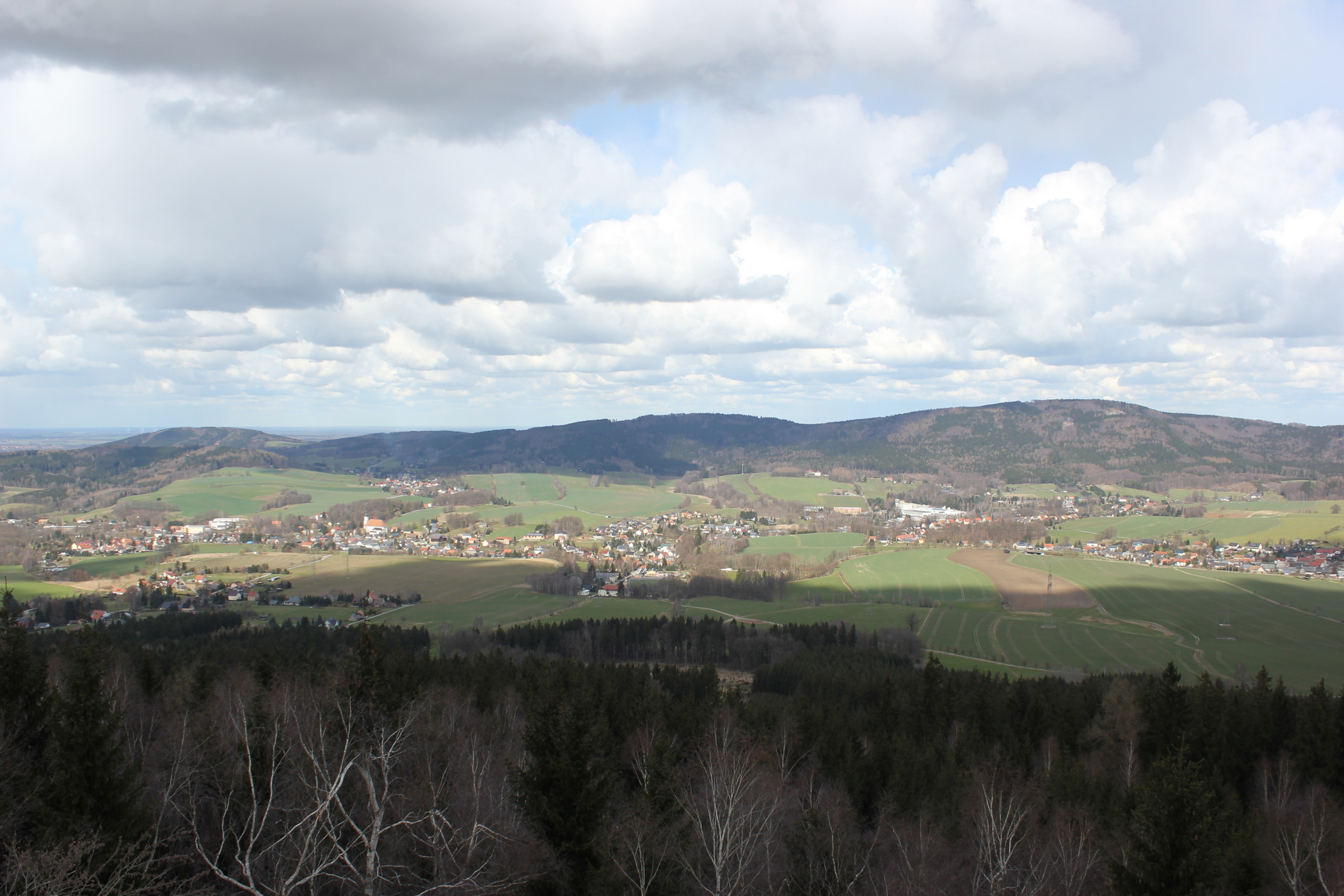
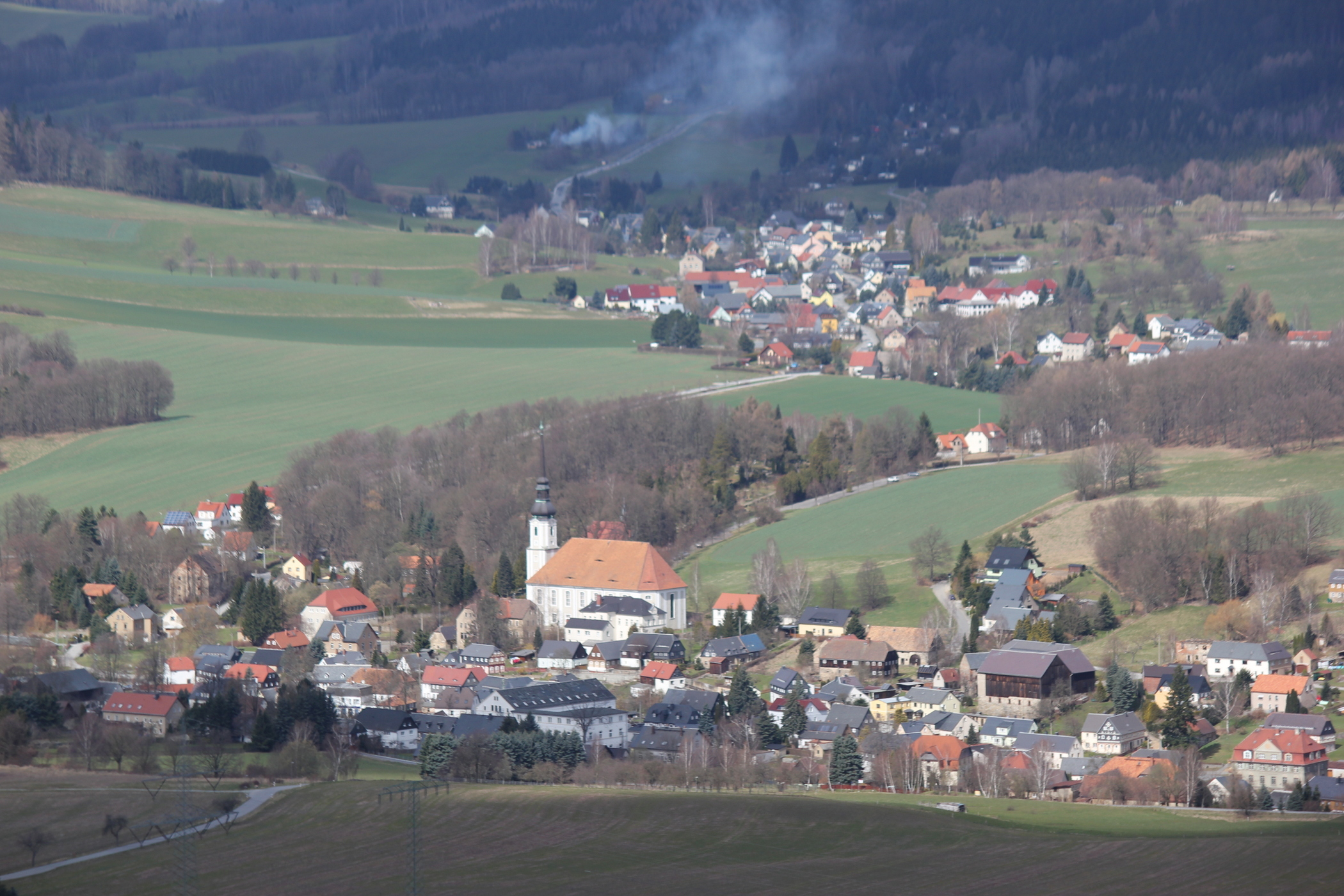